# اریکا سوه
اریکا سوه (انگلیسی: Erika Szuh؛ زادهٔ ۲۱ فوریهٔ ۱۹۹۰) بازیکن فوتبال اهل مجارستان است.
از باشگاه‌هایی که در آن بازی کرده‌است می‌توان به باشگاه فوتبال لوکوموتیو لایپزیگ اشاره کرد.
وی همچنین در تیم ملی فوتبال زنان مجارستان بازی کرده‌است.